# Джефферсон (округ Джефферсон, Вісконсин)
Джефферсон (англ. Jefferson) — місто (англ. town) в США, в окрузі Джефферсон штату Вісконсин. Населення — 2067 осіб (2020).

## Демографія
Згідно з переписом 2010 року, у місті мешкало 2178 осіб у 838 домогосподарствах у складі 636 родин. Було 895 помешкань
Расовий склад населення:
| - 97,2 % — білих - 0,8 % — азіатів - 0,7 % — корінних американців - 0,6 % — чорних або афроамериканців |

До двох чи більше рас належало 0,5 %. Частка іспаномовних становила 2,5 % від усіх жителів.
За віковим діапазоном населення розподілялося таким чином: 20,4 % — особи молодші 18 років, 62,9 % — особи у віці 18—64 років, 16,7 % — особи у віці 65 років та старші. Медіана віку мешканця становила 45,9 року. На 100 осіб жіночої статі у місті припадало 108,2 чоловіків;  на 100 жінок у віці від 18 років та старших — 104,6 чоловіків також старших 18 років.
Середній дохід на одне домашнє господарство  становив 83 325 доларів США (медіана — 64 800), а середній дохід на одну сім'ю — 97 378 доларів (медіана — 80 347). Медіана доходів становила 51 440 доларів для чоловіків та 39 271 долар для жінок. За межею бідності перебувало 3,4 % осіб, у тому числі 0,9 % дітей у віці до 18 років та 2,1 % осіб у віці 65 років та старших.
Цивільне працевлаштоване населення становило 1030 осіб. Основні галузі зайнятості: виробництво — 24,0 %, освіта, охорона здоров'я та соціальна допомога — 18,0 %, будівництво — 12,3 %, мистецтво, розваги та відпочинок — 8,9 %.